# Ravne na Koroškem
Ravne na Koroškem (em alemão:  Gutenstein in Kärnten) é um município da Eslovênia. A sede do município fica na localidade de mesmo nome.

## Ligações externas

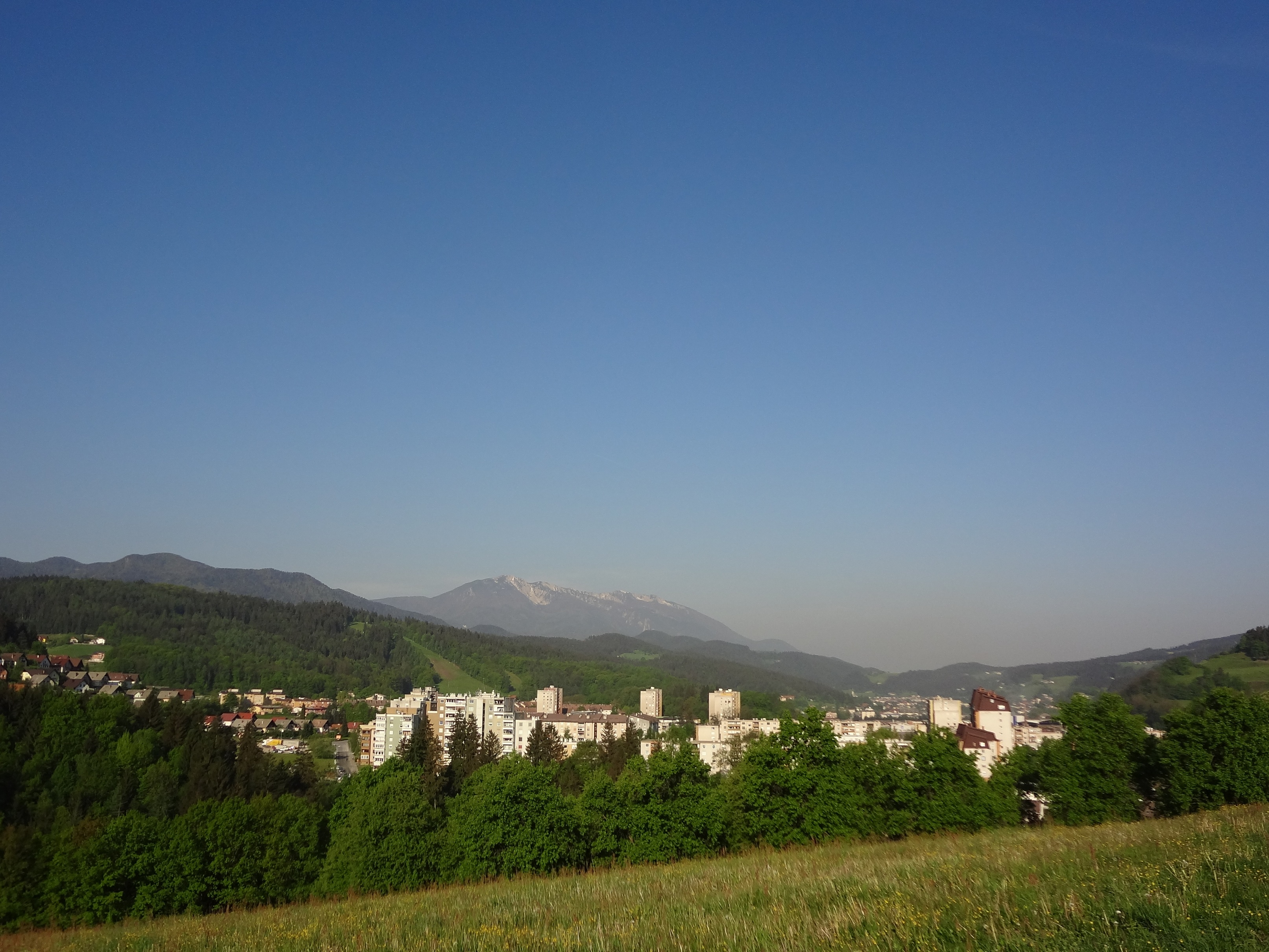
Ravne na Koroskem

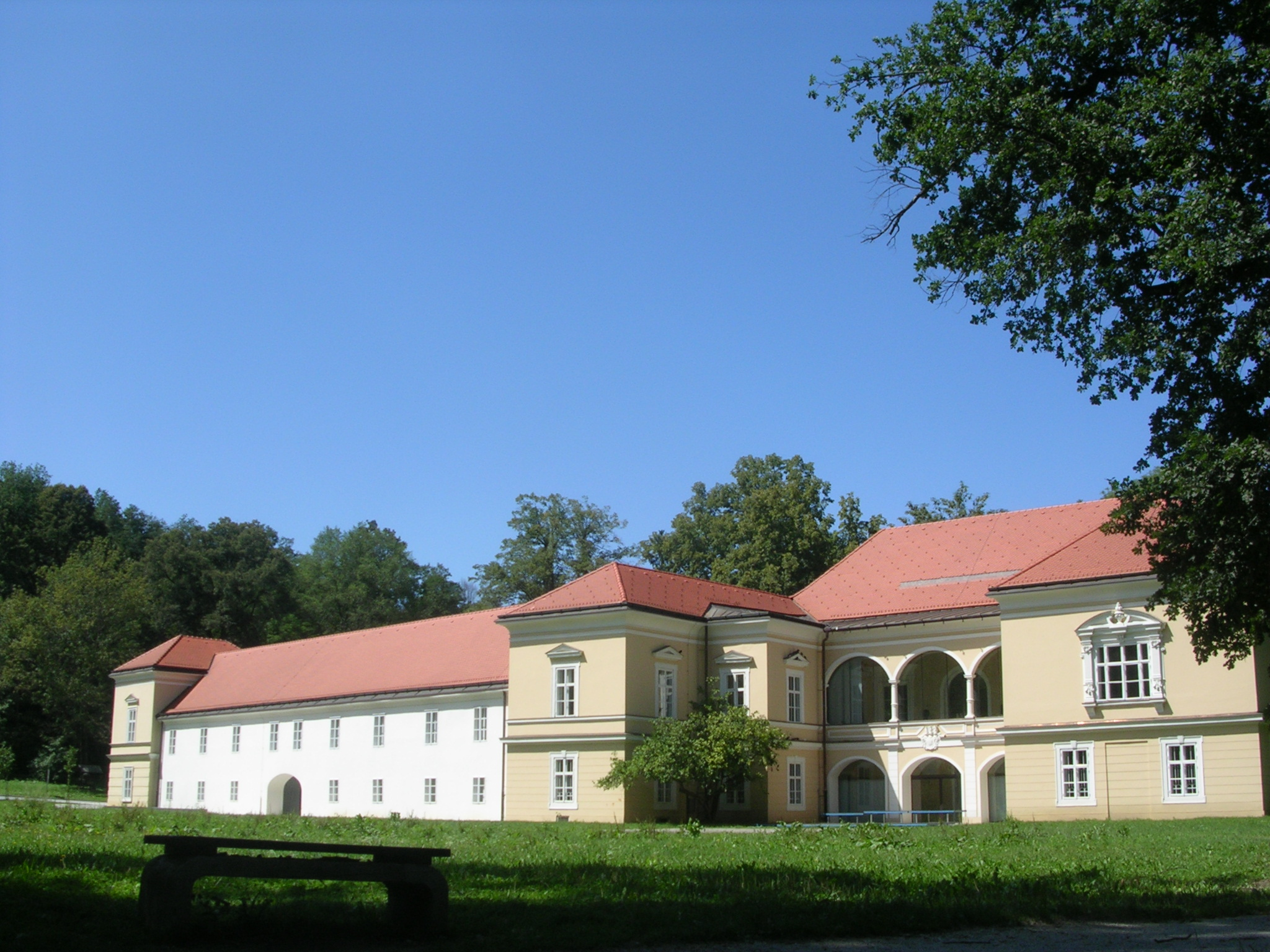